# Ahonkylä
Ahonkylä är en tätort (finska: taajama) i Ilmola kommun i landskapet Södra Österbotten i Finland. Vid tätortsavgränsningen den 31 december 2021 hade Ahonkylä 2 227 invånare och omfattade en landareal av 5,17 kvadratkilometer.